# Robinson Heights
Robinson Heights är en kulle i Antarktis. Den ligger i Östantarktis. Nya Zeeland gör anspråk på området. Toppen på Robinson Heights är 2 170 meter över havet.
Terrängen runt Robinson Heights är huvudsakligen kuperad, men den allra närmaste omgivningen är platt. Trakten är obefolkad. Det finns inga samhällen i närheten.